# セルゲイ・ナザレンコ
セルゲイ・ナザレンコ（Serhiy Yuriyovych Nazarenko、1980年2月16日 - ）は、ウクライナの元サッカー選手。元ウクライナ代表。ポジションはミッドフィールダー。

## 来歴
2003年にウクライナ代表デビュー。ウクライナにとって初の出場となった2006 FIFAワールドカップのメンバーにも選出された。また、自国開催となったUEFA EURO 2012のメンバーにも選出、全3試合に出場した。ウクライナ代表年て10年プレー、56試合に出場、11得点をあげた。

## 代表歴

### 出場大会
- ウクライナ代表
  - 2006 FIFAワールドカップ

### 試合数
- 国際Aマッチ 56試合 11得点（2003年-2012年）[1]

| ウクライナ代表 | 国際Aマッチ | 国際Aマッチ |
| 年             | 出場        | 得点        |
| -------------- | ----------- | ----------- |
| 2003           | 1           | 0           |
| 2004           | 4           | 0           |
| 2005           | 5           | 1           |
| 2006           | 7           | 2           |
| 2007           | 7           | 0           |
| 2008           | 9           | 3           |
| 2009           | 8           | 4           |
| 2010           | 0           | 0           |
| 2011           | 6           | 1           |
| 2012           | 9           | 0           |
| 通算           | 56          | 11          |